# وايز (ملحن)
وايز (بالإنجليزية: Wise)‏ هو ملحن ومنتج أسطوانات أمريكي، ولد في 20 أغسطس 1965.

## وصلات خارجية
- وايز على موقع IMDb (الإنجليزية)
- وايز على موقع ميوزك برينز (الإنجليزية)
- وايز على موقع ديسكوغز (الإنجليزية)
- وايز على موقع ديسكوغز (الإنجليزية)